# Extraños en el escaparate
Extraños en el escaparate es el décimo álbum en la carrera del roquero español Miguel Ríos, publicado en 1981. El disco, inspirado en el libro del mismo título de Xaime Noguerol, que escribió las letras de dos de los temas, se prepara en los estudios de Polydor en la Avenida de América de Madrid, pero la grabación del mismo se registra en los estudios de Polydor situados en la avenida de América de Madrid. Sin embargo, la grabación recorre varios lugares. Se registra en Eurosonic (Madrid) de nuevo con el ingeniero Pepe Loeches, en los Air Studios de Londres con Steve Churcyard y en los N Sound de Colonia con Gunther Kasper. Los sintetizadores programados se grabaron por Dan Lacksman en Bruselas. Las mezclas se realizan en los Dureco Studios en Weesp, Holanda, por Emile Elsen. Se recluta a un nuevo batería, Willy Ketzaer, y de la mano de Tato Gómez, a Thijs van Leer que ya no sólo toca en los directos de Miguel, sino que graba discos y aporta muchas ideas a las grabaciones. La producción corre a cargo de Miguel Ríos, Carlos Narea y Tato Gómez.

## Lista de canciones
1. "Año 2000" (David Alan Hughes/Miguel Ríos) - 3:30
2. "Jugando a vivir" (Miguel Ríos/Roque Narvaja) - 4:12
3. "Flashback de los años 60" (Javier Vargas/Miguel Ríos) - 3:12
4. "Hola y adiós" (Miguel Ríos/Javier Vargas) - 3:20
5. "Extraños en el escaparate" (Miguel Ríos/Carlos Narea/Tato Gómez/Javier Vargas) - 5:04
6. "Al sur de Granada" (Mario Argandoña/Miguel Ríos) - 3:56
7. "Sal fuera de ti" (Víctor Manuel San José/Miguel Ríos) - 4:12
8. "A tumba abierta" (Miguel Ríos/Xaime Noguerol) - 3:25
9. "Buscando la luz" (Miguel Ríos/Tato Gomes/Carlos Narea) - 3:57
10. "Banzai" (Miguel Ríos/Salvador Domínguez/Xaime Noguerol/Fernando Vázquez) - 4:00

## Músicos del disco
- Miguel Ríos – voz.
- Roque Narvaja – guitarra acústica en “Jugando a vivir”, “Hola y adiós”, “Al sur de Granada” y “Sal fuera de ti”, guitarra eléctrica en “Jugando a vivir”.
- Tato Gómez – bajo, piano en “Hola y adiós”, “Buscando la luz”, percusión en “Al sur de Granada”.
- Thijs Van Leer – [[teclados en “Extraños en el escaparate” y “Al sur de Granada”, órgano en “A tumba abierta”, sintetizadores en “Año 2000”, “Flashback de los años 60”, “Sal fuera de ti” y “A tumba abierta”, vocoder en “Jugando a vivir” y  “Extraños en el escaparate”]].
- Mario Argandoña – batería, percusión y guitarras en  “Al sur de Granada” // Carlos Narea – Percusión, Marimba en “Banzai” y efectos en “Jugando a vivir”.
- Willy Ketzer – batería, batería electrónica en “Año 2000”.
- Javier Vargas – guitarras eléctricas en “Flashback de los años 60”, “Extraños en el escaparate”.
- John Parsons – guitarras eléctricas en “Año 2000”, “Jugando a vivir”, “Hola y adiós”, “Sal fuera de ti” y “A tumba abierta”.
- Salvador Domínguez – guitarras en “Banzai”.
- Paul Shigihara – guitarras “Al sur de Granada”.
- Paco Saval – sintetizador polifónico en “Año 2000”.